# Runcina capreensis
Runcina capreensis é uma espécie de molusco pertencente à família Runcinidae.
A autoridade científica da espécie é Mazzarelli, tendo sido descrita no ano de 1894.
Trata-se de uma espécie presente no território português, incluindo a zona económica exclusiva.